# Hans Zender
Pour les articles homonymes, voir Zender.
Johannes Wolfgang Zender, dit Hans Zender est un compositeur et chef d'orchestre allemand né à Wiesbaden (Hesse) le 22 novembre 1936 et mort le 22 octobre 2019 à Meersburg (Bade-Wurtemberg).
Il est élu membre de l'Académie des arts de Berlin en 1990.

## Biographie
(octobre 2019).
Né le 22 novembre 1936, à Wiesbaden, Hans Zender étudie, entre 1956 et 1963, à l'Académie supérieure de musique de Francfort, puis à celle de Fribourg-en-Brisgau. Il obtient les diplômes de fin d'études dans les classes de composition (auprès de Wolfgang Fortner), de piano et de direction d'orchestre. Il exerce son talent de pianiste et commence à travailler à l'Opéra de Fribourg-en-Brisgau.
En 1963/64, il est boursier à la villa Massimo, à Rome.
De 1964 à 1968, il est chef titulaire de l'Orchestre de l'Opéra de Bonn.
En 1968/69, il est de nouveau boursier à la villa Massimo, à Rome.
De 1969 à 1972, il est Directeur Général de la Musique à Kiel.
À partir de 1971, il est chef titulaire de l'Orchestre de la Radie de Sarrebruck. Il conserve le poste jusqu'en 1984.
Entre 1984 et 1987, il est Directeur Général de la Musique de la Ville et de l'Opéra de Hambourg.
Depuis 1985, il est membre de l'Académie des Arts (Freie Akademie der Künste) de Hambourg.
De 1987 à 1990, il est chef de l'Orchestre de Chambre de la Radio Néerlandaise et principal chef invité de l'Opéra National de Bruxelles.
Entre 1988 et 2000, il est Professeur de composition à l'Académie Supérieure de Musique de Francfort.
Depuis 1989, il est membre de l'Académie des Arts de Berlin.
Depuis 1994, il est membre de l'Académie des Beaux-Arts de Munich.
En 1997, il est lauréat du Prix de la Musique de la Ville de Francfort et lauréat du Prix Goethe décerné par la ville.
Depuis 1999, il codirecteur (chef invité permanent) de l'Orchestre Symphonique du Südwestfunk (SWF) de Baden-Baden et Fribourg.
En 2000, il donne des conférences aux stages d'été de musique contemporaine à Darmstadt.
En 2002, il obtient le Prix de la Culture du Land de Hesse.
En 2004, avec son épouse Gertrud, il crée la Fondation Hans et Gertrud Zender.
Pendant la saison 2005/2006, il est compositeur en résidence auprès du Deutsches Sinfonie Orchester (DSO) à Berlin.
En 2011, il obtient le Prix Européen de la musique d'église.
Il décède le 22 octobre 2019.

## Liste des compositions

### Solos
- Tre Pezzi, pour hautbois (1963)
- Drei Nocturnes, pour clavecin (1963)
- Chiffres, pour clavecin (1976)
- Angezogen vom Ton der Flöte, pour flûte (1985)
- Memorial, pour piano (1989)
- Spazierwege und Spiele (14 pièces pour enfants), pour piano (1990)

### Musique de chambre
- Drei Rondels nach Mallarmé, pour voix d'alto, flûte et alto (1961)
- Quartett, pour flûte, violoncelle, piano et percussion (1964)
- Les sirènes chantent quand la raison s'endort (Hommage à Max Ernst) pour soprano, flûte, clarinette, violoncelle, vibraphone et piano (1966)
- Trifolium, pour flûte, violoncelle et piano (1966)
- Litanei, pour 3 violoncelles (1976)
- Happy Band, pour cuivres (1976)
- Kantate nach Meister Eckhart, pour voix d'alto, flûte alto, violoncelle et clavecin (1980)
- Horch, horch, die Lerch' im Ätherblau!, pour flûte et piano (2001)
- Tres Canciones, pour voix et piano, texte de Saint Jean de la Croix (2005)

### CycleHölderlin lesen(Lire Hölderlin)
- Hölderlin lesen   I, pour quatuor à cordes et voix parlée (1979)
- Hölderlin lesen  II, pour voix parlée, alto et électronique live (1987)
- Hölderlin lesen III, (denn wiederkommen) pour voix parlée et quatuor à cordes (1991)
- Hölderlin lesen  IV, pour voix, quatuor à cordes et bande (projections ad libitum) (2000)

### CycleLo-Shu
- LO-SHU   I, pour 1 à 3 flûtes, 1 à 3 violoncelles et 1 à 3 percussions (1977)
- LO-SHU  II (Mondschrift) pour flûte (1978)
- LO-SHU III, pour flûte et ensemble (1978)
- LO-SHU  IV (Cinq Haïkus) pour flûte et cordes (1982)
- LO-SHU   V, pour flûte et grand orchestre (1987)
- LO-SHU  VI (Cinq Haïkus) pour flûte et violoncelle (1989)
- LO-SHU VII (4 Enso) pour 2 ensembles (1997)

### Orchestre
- Schachspiel (1969)
- Modelle pour une formation variable (au minimum 5 instruments ad libitum, au maximum plusieurs orchestres) (1971-1973)
- Zeitströme (1974)
- Koan (extrait de „Shir Hashirim“) (1994)
- Kalligraphie   I (2003)
- Kalligraphie  II (1998)
- Kalligraphie III (1999)
- Kalligraphie  IV (1997/98)
- Kalligraphie   V (2003)

### Œuvres concertantes
- Dialog mit Haydn pour 2 pianos et orchestre (1982)
- Bardo, pour violoncelle et orchestre (2000)

### Voix et ensemble
- Vexilla regis, concerto pour soprano, flûte, trompette et instruments (1964)
- Muji no kyô, pour voix, flûte, violon (ou violoncelle), piano (avec synthétiseur) et instruments en tutti (1975)
- FŪRIN NO KYÔ, pour soprano, clarinette et ensemble (1988/89)
- Animula, pour chœur de femmes, flûte solo, instruments et bande magnétique, texte de T.S. Eliot (1988/96)
- Music to hear, pour soprano, flûte solo, flûte en écho et ensemble, sur le Sonnet VIII de Shakespeare (1998)
- Cabaret Voltaire, pour soprano et ensemble, texte de Hugo Ball (2001)
- Angst, Wut und Schrecken, (Trois Rotations tirées de „Chief Joseph“) pour soli, chœur et orchestre (2003)
- ¿Adonde? / Wohin?, pour soprano, violon et ensemble, texte de Saint Jean de la Croix (2008)
- Issei no kyô (Lied vom einen Ton), pour soprano, violon et ensemble (ou orchestre), texte de Ikkyu (2008/09)

### Voix et orchestre
- Drei Lieder, pour soprano et orchestre, texte de Joseph von Eichendorff (1963/64)
- Wüste: Tagzeiten Simeons (2e suite tirée de „Stephen Climax“) pour 5 chanteurs, chœur d'hommes et orchestre (1984?)
- Dubliner Nachtszenen (1re suite tirée de „Stephen Climax“) pour 8 chanteurs, chœur de femmes, orchestre et bande magnétique (1984)
- Die Wüste hat zwölf Ding' pour alto et petit orchestre, texte de Mechtild von Magdeburg (1985)
- Jours de silence, pour baryton et grand orchestre, texte de Henri Michaux (1987/88)
- Issei no kyô (Lied vom einen Ton), pour soprano, violon et orchestre (ou ensemble), texte d'Ikkyū Sōjun (2008/09)
- Die Hochzeit zu Kanaan, pour 32 chanteurs et 3 groupes d'orchestre (2010)
- Oh bosques! / O Wälder, pour soprano, soprano en écho et petit orchestre, texte de Saint Jean de la Croix (2010)
- Hannya Shin Gyo, pour baryton et grand orchestre (2012)

### Cycle desCantos
- Canto   I pour chœur, flûte, piano, cordes et percussion (1965)
- Canto   II pour soprano, chœur et orchestre (1967)
- Canto  III (Der Mann von La Mancha) pour soprano, ténor, baryton, 10 instruments et électronique live (1968)
- Canto   IV (4 Aspekte) pour 16 voix et 16 instruments (1969/1972)
- Canto   V (Kontinuum und Fragmente) pour voix et percussion ad libitum (1972/1974)
- Canto   VI pour baryton-basse, chœur mixte a cappella et bande magnétique ad libitum (1988)
- Canto  VII (Nanzen no Kyō) pour 4 chœurs et 4 groupes d'instruments (1992)
- Canto VIII (Shir Hashirim - Cantique des Cantiques) pour solistes, chœur, électronique live et orchestre (1992-1994)
- Canto   IX (Logos-Fragmente) pour 32 chanteurs et 3 groupes d'orchestre (2006-09)

### Chœurs
- Johannes III, 1-15, pour chœur mixte a cappella (1997)
- ¿Por qué? / Warum ?, pour chœur mixte a cappella (en 2 groupes égaux), texte de Saint Jean de la Croix (2011)

### Musique sur bande et musique électronique
- BREMEN WODU, étude électronique d'après Heissenbüttel, pour 4 groupes de haut-parleurs (1967)
- Elemente, montage sur bande magnétique, pour 2 groupes de haut-parleurs (1976)

### Œuvre radiophonique
- Nanzen und die Katze (1993)

### Œuvres scéniques
- Stephen Climax, théâtre musical en 3 actes, livret du compositeur d'après Ulysse de James Joyce et Siméon le Stylite de Hugo Ball (1979-1984)
- Don Quijote de la Mancha, 31 aventures théâtrales, livret du compositeur, d'après Cervantès (1989-1991, révisé en 1994)
- Chief Joseph, opéra en 3 actes, livret (en anglais) du compositeur (2003)

### Arrangements etInterprétations composées
- Schubert-Chöre (Chœurs de Schubert) pour chœur (ténor solo) et orchestre (1986)
- Claude Debussy: Fünf Preludes (Cinq Préludes de Debussy) orchestrés pour ensemble (ou orchestre) (1991)
- Schuberts „Winterreise” - Eine komponierte Interpretation (Voyage d'Hiver - une interprétation composée) pour ténor et ensemble (ou orchestre) (1993)
- Schumann-Phantasie, pour orchestre (1997)
- 33 Veränderungen über 33 Veränderungen, une interprétation composée des Variations Diabelli de Beethoven, pour ensemble (ou orchestre) (2011)

### Miscellanées
- Römer VIII, 26, pour soprano, alto, orgue et électronique live ad libitum (1994)

## Vidéographie

### DVD
- Giacinto Scelsi / Hans Zender « Klang und Sinn », comprenant: Bardo de Hans Zender, Hymnos, Quatro pezzi (su una nota sola) et Natura renovatur de Giacinto Scelsi, Gustav Rivinius, violoncelle, Orchestre Symphonique de la Radio Bavaroise, dirigé par Hans Zender, DVD WERGO, N° NZ 64

### Documentaires TV
- Ich möchte ein kompletter Musiker sein, Saarländischer Rundfunk (1981) (en allemand)
- Hans Zender zum 60. Geburtstag, Saarländischer Rundfunk (1996) (en allemand)
- Musikporträt Hans Zender: Intuition und Rationalität, Saarländischer Rundfunk (1996) (en allemand)

## Textes
Une sélection des textes de Hans Zender se trouve dans le recueil édité par Jörn Peter Hiekel :
- Die Sinne denken (1975-2003), Breitkopf & Härtel, Wiesbaden (2004) (en allemand)